# Земля (роман)
Земля (англ. Earth) — науково-фантастичний постапокаліптичний роман американського письменника Дейвіда Бріна. Опубліковано 1990 року.

## Світ роману
Події починаються 2038 року. На цей час планета на межі екологічної, соціальної та економічної катастрофи. Причина цьому перенаселення (чисельність людей досягла 10 млрд осіб), глобальне потепління внаслідок діяльності людей, нехтуванням природним середовищем (ліси Амазонки майже зникли, рівень моря піднявся, внаслідок чого зникли Бангладеш та Венеція, що спричинило мільйони біженців). Ресурсів для виживання стає все менше, від загального голоду на деякий час врятували винахіди з вирощування та вироблення різновидів їжі, з останніх широке використання водоростей. Але все більше населення світу перебуває на межі голоду.
Біженці з затоплених територій утворили своєрідну «Державу моря», створивши з суден плаваючі міста, якими мігрують усім світом. Значна частина з них рушає до Сибіру та Гренландії, де відбувається відлига.
Відбувається Третя світова війна, спрямована проти Швейцарії, викликана обуренням світового населення щодо виявлення вмісту та власників багатьох швейцарських рахунків та відмови Швейцарії повернути гроші. Наслідком стало знищення секретності та конфіденційності в фінансових справах.
Водночас для вирішення існуючих проблем розробляється новий тип енергії, заснований на штучному створенні чорних дір для виробництва енергії. Втім нова технологія поки заборонена, оскільки ще не зрозумілий її побічний ефект та безпечність для людей.

## Зміст
Посередині Амазонії, група бразильських військових наймає вченого-фізика Алекса Лустинга для роботи експериментального заводу для створення невеличкої чорної діри. Втім трапляється аварія, і чорна діра виходить з-під контролю і занурюється в земну поверхню. Того ж дня наслідком цього став вибух космічної станції в США
Через кілька місяців Алекс Лустинг звертається за допомогою до мільярдера Маорі Джорджа Хаттона з Нової Зеландії, оскільки він переконаний, що чорна діра не розсіялася і знищує планету зсередини. Хаттона погоджується допомогти. Проте дослідження Лустинга спричиняють землетруси та гравітаційні аномалії як несподіваний побічний ефект: виявляється, що всередині Землі є ще одна чорна, а перша чорна діра потрапила до ядра Землі, створюючи там квантову сингулярність, й протягом 2 років знищить планету.
Вчені ламають голову як вирішити проблему. Але деякі навіть стверджують, що єдиний спосіб врятувати Землю — це дозволити її людським жителям вимерти: дозволити еволюційному годиннику мільйонам років перемотатись і почати все заново.
Алекс за допомогою космонавта Терези Тихани, журналіста Педро Манелла та програміста Алекса Джен використовує свою чорну діру для знищення іншої, більшої, діри. Водноча намагається з'ясувати причиною її появи, висуваючи версії від військових експерименті вдо прибульців. Його відчайдушним зусиллям протистоїть фанатичний еколог Клер Енг, який є прихильником еволюції тазахисту Землі від втручання людей.
В подальшому Клер захоплює контроль над світовою комп'ютерною мережею. Її протистоїть Джен, а Педро Манелла виявляється прибульцем, що намагається допомогти землянам врятуватися. Зрештою проявляється сутність планети — так звана «Гея» (своєрідні розум і свідомість), що допомагає науковцям уникнути світової катострофи, нищення Землі та врятувати людство.

## Передбачення
- медіа-центр
- гіпертекстовий Інтернет
- спам електронної пошти
- розповсюдження персональних відео через відеокамери

## Номінації
- премія читачів журналу «Хроніка наукової фантастики» 1991 року
- премія Г'юго 1991 рік
- премія «Локус» за найкращий науково-фантастичний роман 1991 року
- премія «Гігамеш» 1993 року